# 羅森堡伯爵
羅森堡伯爵（丹麥語：Greve af Rosenborg）是自1914年授予因為貴庶通婚的丹麥王子，同時他們也失去了王室成員的資格和對王位繼承的資格，也是目前丹麥最高等級的貴族。罗森堡伯爵得以使用閣下（丹麥語：Hans Excellence）的尊稱。這只是一種傳統，並沒有寫入任何法律；君主和政府能夠決定誰是王位繼承人。這種做法在瑪格麗特二世統治時期發生了變化，因為人們普遍認為，弗雷德裡克王儲和約阿希姆王子都以非王子身份結婚，而不會失去他們在繼承順序中的地位。因此，在瑪格麗特女王統治期間，並未授予羅森堡伯爵頭銜。

## 家譜
- 丹麥國王克裡斯蒂安九世 (1818–1906)
  -  丹麥國王弗雷德裡克八世 (1843–1912)
    -  丹麥國王克裡斯蒂安十世 (1870–1947)
      -  丹麥國王弗雷德裡克九世 (1899–1972)
        -  丹麥王室

      - 克努特王子 (1900–1976)
        - 英格尔夫王子
        - 克里斯蒂安王子 (1942–2013)
          - 罗森堡女伯爵约瑟芬
          - 罗森堡女伯爵卡米拉
          - 罗森堡女伯爵费奥多拉

    - 哈拉尔王子 (1876–1949)
      - 羅森堡伯爵歐魯夫 (1923–1990)
        - 罗森堡伯爵乌尔里克
          - 罗森堡伯爵菲利普
          - 罗森堡女伯爵凯萨琳娜

        - 罗森堡女伯爵夏洛特

  - 瓦爾德馬王子 (1858–1939)
    - 阿克塞爾親王 (1888–1964)
      - 罗森堡伯爵弗莱明 (1922–2002)
        - 罗森堡伯爵阿克塞尔
          - 罗森堡女伯爵朱莉
          - 罗森堡伯爵卡尔·约翰
            - 罗森堡女伯爵达格玛
            - 罗森堡伯爵瓦尔德马

          - 罗森堡女伯爵德西蕾
          - 罗森堡伯爵亚历山大

      - 罗森堡伯爵比格尔
        - 罗森堡女伯爵本尼迪克特

      - 罗森堡伯爵卡尔·约翰
        - 罗森堡女伯爵卡罗琳
        - 罗森堡女伯爵约瑟芬

      - 罗森堡女伯爵德西蕾

    - 羅森堡伯爵埃裡克王子 (1890–1950)
      - 羅森堡的克裡斯蒂安伯爵 (1932–1997)
        - 羅森堡的瓦爾德瑪伯爵
          - 羅森堡的尼古拉伯爵
          - 羅森堡的瑪麗女伯爵

        - 羅森堡的瑪麗娜女伯爵